# Rhodostrophia rectilinearia
Rhodostrophia rectilinearia är en fjärilsart som beskrevs av Meves 1899. Rhodostrophia rectilinearia ingår i släktet Rhodostrophia och familjen mätare. Inga underarter finns listade.